# Адамско колено
Адамско колено је израз који означава особу изузетних личних карактеристика. Води порекло директно од Адама (Адамово дете). Према веровању обично је то осмо дете по реду, од истих родитеља, које другима доноси срећу, а само је несрећно.